# Siyah inci
 (срп. Црни бисер) турска је телевизијска серија, снимана 2017. и 2018.

## Синопис
Хазал и Кенан су млади заљубљени пар који живи у малом граду на обали Егејског мора. Планирају да се венчају, иако је њен отац против тога. Планове ће им помутити и Вурал, психички нестабилан младић који је убио своју претходну девојку. Хазалина физичка сличност са њом код Вурала ће изазвати нови талас опсесије, који он неће моћи да контролише. Са друге стране, Хазалина сестра Ебру заљубљена је у Кенана и учиниће све како би га задржала само за себе…

## Улоге
| Глумац:             | Улога:                 |
| ------------------- | ---------------------- |
| Толгахан Сајишман   | Кенан Челеби           |
| Ханде Ерчел         | Хазал Санџак Демироглу |
| Берк Хакман         | Вурал Демироглу        |
| Хусејин Авни Данјал | Азиз Топрак            |
| Јешим Бубер         | Мелек Санџак           |
| Нериман Угур        | Џанан Демироглу        |
| Мелис Сезен         | Ебру Санџак            |
| Чагла Демир         | Еџе Топрак             |
| Мехмед Мемедоф      | Синан Демироглу        |
| Бурак Алтај         | Ахмет Челеби           |
| Мерве Полат         | Дефне                  |